# Condado de Newton (Misisipi)
El condado de Newton (en inglés: Newton County), fundado en 1836, es un condado del estado estadounidense de Misisipi. En el año 2000 tenía una población de 21.838 habitantes con una densidad poblacional de 15 personas por km². La sede del condado es Decatur.

## Geografía
Según la Oficina del Censo, el condado tiene un área total de 1502 km² (579,9 mi²), de la cual 1497 km² (578 mi²) es tierra y 5 km² (1,9 mi²) es agua.

## Demografía
En el 2000 la renta per cápita promedia del condado era de $ 28,735, y el ingreso promedio para una familia era de $34,606. El ingreso per cápita para el condado era de $14,008. En 2000 los hombres tenían un ingreso per cápita de $27,820 frente a $20,757 para las mujeres. Alrededor del 19.90% de la población estaba bajo el umbral de pobreza nacional.

## Condados adyacentes
- Condado de Neshoba (norte)
- Condado de Lauderdale (este)
- Condado de Jasper (sur)
- Condado de Scott (oeste)

## Localidades
Ciudades
- Newton

Pueblos
- Chunky
- Decatur
- Hickory
- Lake (la mayor parte en Condado de Scott)
- Union (parte en Condado de Neshoba)

Lugares designados por el censo
- Conehatta

Áreas no incorporadas
- Duffee
- Lawrence
- Little Rock

## Principales carreteras
- Interestatal 20
- U.S. Highway 80
- Carretera 15